# Emiliano Méndez
Emiliano Jorge Rubén Méndez (La Plata, 15 febbraio 1989) è un calciatore argentino, centrocampista del Nueva Chicago.

## Caratteristiche tecniche
È un mediano.

## Carriera
Cresciuto nel settore giovanile del Gimnasia (LP), ha esordito in prima squadra il 15 maggio 2010 disputando l'incontro di Primera División pareggiato 3-3 contro l'Atl. Tucumán.